# Biserica piariștilor din Carei

Registrul matricol al liceului piarist, cu calificativele elevului Endre Ady.

Biserica piariștilor din Carei, cu hramul sfântul Iosif de Calasanz, este un monument istoric și de arhitectură. Liceul călugărilor piariști, care a funcționat din 1727 până în 1948, a avut între elevi personalități precum Simion Bărnuțiu, Ioan Buteanu, Endre Ady, Aurel Popp ș.a.